# Andrés Mallo
Andrés Mallo Sandoval (Sucre, 11 de febrero de 1980) es un periodista, arquitecto, artista y activista por los derechos LGBT de Bolivia. Es miembro del colectivo de artistas drag Familia Galán y es el primer presentador de televisión que visibilizó de forma pública su orientación sexual.
Mallo es conocido también como Alicia Galán, una drag queen a la que construye a través de performances. También es creador de la «Chola Trans Transformer», personaje que toma elementos culturales y tradicionales de La Paz, como son las prendas de la chola paceña. Sus performance y acciones son presentadas en distintos espacios públicos y privados.
Está casado con el argentino Pablo Merino.

## Vida personal y obras
Andrés Mallo Sandoval fue criado en el seno de una familia protestante evangélica. Él mismo cuenta que durante  su niñez fue víctima de cuestionamientos por «ser diferente», tanto de su entorno familiar como educativo.

Fue en 2001 cuando decidió mostrar su identidad sexual. Mallo narra sobre este momento: 
«Fue y es bastante difícil porque mi familia es cerrada en ese ámbito. Hasta el día de hoy tengo conflictos, pero los hemos sabido sobrellevar...»

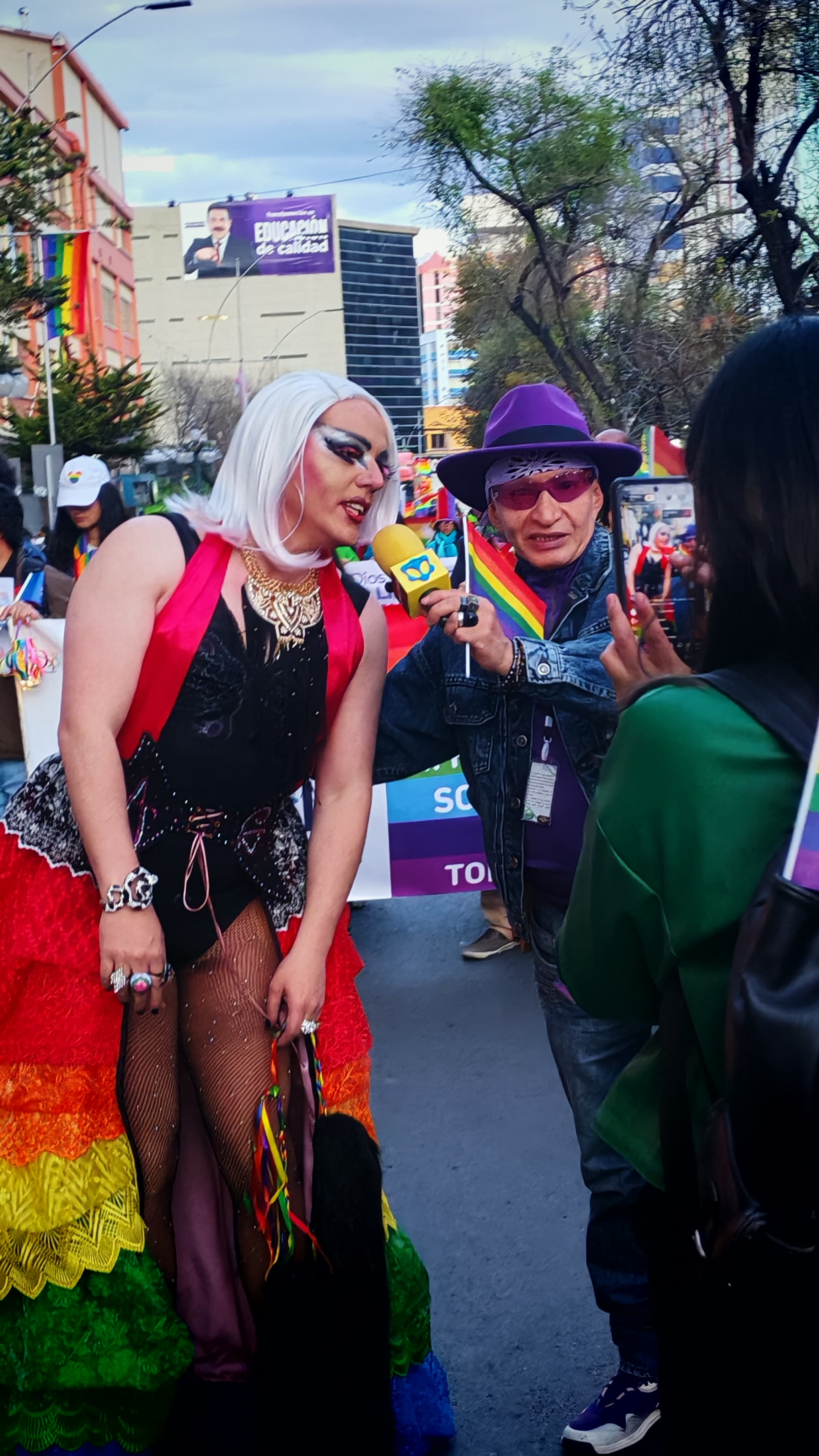
Alicia Galán en una entrevista durante su participación en la marcha de las diversidades.

Mallo está casado con el argentino Pablo Merino. La unión de ambos se realizó, primero, en 2019 en Bolivia a través de un ritual andino presidido por dos mujeres amautas quienes hicieron una ofrenda a la Pachamama; y en 2022, en una ceremonia civil que se realizó en Argentina, uno de los países en América Latina donde se reconoció como legales los matrimonios entre parejas del mismo sexo.

### Proyectos
De acuerdo con Mallo, sus producciones artísticas buscan cuestionar el género, el cuerpo impuesto y la construcción de imaginarios sobre las comunidades LGBT. A través de Alicia Galán, el activista cuestiona el género y la hegemonía impuestas a las personas homosexuales. Su proyecto "Chola Trans Transformer" (2016) recoge símbolos culturales y tradicionales de La Paz, como es la chola paceña, a la que muestra en cuatro performance, cada una con un tema diferente: la violencia, la sexualidad, el credo y la fiesta.
En 2019, la exposición «Sudaca», además de hacer un repaso a la historia de las comunidades de las décadas de 1970 y 1980 en Bolivia y América Latina, también da continuidad a Alicia Galán como cuestionante a la sociedad y a sí misma en ella.
Para Mallo las acciones culturales y de comunicación impulsados por los colectivos LGBT son elementos que impulsaron e impulsan el debate y reflexión social sobre los conceptos trans y binarios que empujan a los cambios, como la aprobación de la ley de Identidad de Género de Bolivia, promulgada en 2016.